# LFFスタディオナス
LFFスタディオナスは、リトアニアのヴィリニュスにあるサッカースタジアムである。施設はリトアニアサッカー連盟が所有する。
FKジャルギリスとFKトラカイがホームスタジアムとして使用するほか、サッカーリトアニア代表やラグビーの試合にも使用される。UEFAスタジアムカテゴリーはカテゴリー3。

## 概要
2004年までロコモティヴォと呼ばれていた。
スタジアム改築後、FKヴェトラのホームスタジアムとして使用され、ヴェトラが破産した2010年にリトアニアサッカー連盟がスタジアムを引き継いだ。2011年から2012年までUEFAスタジアムカテゴリー3の要件を満たすための改築工事が行われた。スタジアムにリトアニアサッカー連盟の新本部が設けられ、グラウンドは人工芝に変更された。
2014年のリトアニア『歌の祭典』ではスタジアムでダンス・デーが開催された。
2015年にFIFA2つ星の人工芝に張り替えられた。